# Miltochrista kurilensis
Miltochrista kurilensis är en fjärilsart som beskrevs av Felix Bryk 1942. Miltochrista kurilensis ingår i släktet Miltochrista och familjen björnspinnare. Inga underarter finns listade i Catalogue of Life.